# Лучний собачка мексиканський
Лучний собачка мексиканський (Cynomys mexicanus)— вид гризунів родини вивіркових (Sciuridae). Ендемік Мексики.

## Поширення
Мексиканський лучний собачка має досить обмежене поширення, він зустрічається тільки у частині Мексики. Ареал включає південь штату Коауїла та північ штату Сан-Луїс-Потосі на півночі країни.
Мексиканські лугові собачки живуть в рівнинних районах (долини і прерії) на висоті від 1600 до 2200 метрів. Вони використовують для риття нір і життя тільки глибокі ґрунти, вільні від скель і покриті зеленню і травами.

## Опис
Мексиканські лучні собачки мають найбільш виражений статевий (сексуальний) диморфізм, причому самці трохи крупніші і важчі, ніж самиці. Довжина тіла коливається від 385 до 440 мм. Забарвлення хутра у самців і самок однакове, вони покриті світлою шерсткою з окремими чорними волосками. У них в перебігу року шубки бувають двох типів, одна світла і легка влітку і інша з товстим теплим підшерстям протягом зими. Дистальна половина хвоста чорна, що відрізняє їх за зовнішнім виглядом від більшості інших видів роду.

## Розмноження
Самиці приносять потомство тільки раз на рік, але вони можуть зробити це в будь-який час, починаючи з кінця зими і до літа. За тривалістю вагітності цей вид схожий на інші види роду — вагітність становить приблизно один місяць, а народжувати самиця здатна приблизно протягом близько п'яти років. Малюки народжуються сліпими і голими, вони повністю покриваються шерсткою у віці близько 4 тижнів, а їх очі відкриваються незабаром після цього. Відлучення малюків від материнських грудей відбувається у віці від 40 до 50 днів, а у віці 5 місяців неповнолітні малюки досягають дорослого розміру.

## Спосіб життя
Мексиканський лучний собачка — дуже соціальний вид. Вони мешкають у колоніях, що складається з кількох дорослих самців і самиць, а також підлітків різних віків. Розмір групи варіюється залежно від наявності місць проживання. Така колонія може бути досить великою, і в ній може бути більше кількох сотень особин.
Мексиканські лучні собачки живуть у норах, які опускаються або по спіралі або прямо вниз від поверхні до приблизно одного метра під землю, а потім розходяться у горизонтальну систему тунелів. Викопана з нір земля зазвичай складена у насип навколо входу в нору. І тварини часто використовують цей пагорб, для спостереження за хижаками. Якщо в полі зору потрапляє потенційний хижак (такий, як койот, борсук, ласка чи хижий птах), тут же видається тривожний умовний сигнал і мексиканські лугові собачки ховаються в нору, де відчувають себе в повній безпеці. Тварини активні протягом усього світлового дня і, ймовірно, протягом усього року.

## Живлення
Екологія цього виду досі інтенсивно не вивчалась, так що мало відомо про їх живлення. Вони, ймовірно, їдять різні трави та іншу зелень.

## Економічне значення для людини

### Негативне
Ці тварини вважаються у деяких районах сільськогосподарськими шкідниками. Також, як і інші види ховрахів, вони можуть бути кормителями і розповсюджувачами бліх, які передають людині збудника бубонної чуми.

### Позитивне
У районах, де мексиканські лучні собачки численні, вони грають важливу роль в екосистемі, так як вони є джерелом живлення для багатьох хижих видів.

## Охоронний статус
Хоча рівень чисельності цього виду недостатньо добре відомі, але вони мають обмежене поширення і не зустрічаються у надлишку. Їхні місця проживання за площею були значно скорочені в результаті людської діяльності, таких, як землеробство і скотарство великої рогатої худоби, і, незважаючи на їх статус як охоронюваних, цілі колонії іноді знищують шляхом отруєнням, оскільки вони вважалися шкідниками сільськогосподарських культур.